# 九峰道虔
筠州九峰虔禪師，禪師名道虔，俗姓劉，福州侯官（治所在今福州市）人，法嗣於潭州石霜慶諸禪師，唐代青原系僧人。號圓寂，謚大覺禪師。 

## 師承
- 石霜慶諸

## 弟子
- 新羅清院 [4]

## 外部連結
- 青原下 （页面存档备份，存于）
- 九峰道虔禅师 （页面存档备份，存于）
- 【九峰道虔禅师 】 （页面存档备份，存于）